# Acaulospora mellea
Acaulospora mellea är en svampart som beskrevs av Spain & N.C. Schenck 1984. Acaulospora mellea ingår i släktet Acaulospora och familjen Acaulosporaceae.   Inga underarter finns listade i Catalogue of Life.